# Clubiona logunovi
Clubiona logunovi este o specie de păianjeni din genul Clubiona, familia Clubionidae, descrisă de Mikhailov, 1990. Conform Catalogue of Life specia Clubiona logunovi nu are subspecii cunoscute.